# 奧里格·沙托夫
奧里格·沙托夫（俄语：Олег Александрович Шатов、1990年7月29日 - ）是俄羅斯的一位足球運動員。在場上司職中場。他自7歲時就開始練習足球。2012年2月4日，他轉會至安郅。2013年8月16日，他轉會至澤尼特。2010年11月16日，他首次代表俄羅斯國家足球隊參賽。